# Зимзоград
Зимзоград (зимски град у центру Бањалуке) је мјесто које има за циљ промоцију позитивних емоција повезаних са многобројним празницима у периоду одржавања. То подразумијева: пружање забаве за све генерације у празничне дане, промоцију традиционалних вриједности, као и туристичку презентацију Града и промоцију привредних и спортских брендова Републике Српске. Бива постављен на Бањалучком Тргу Крајине у периоду од 15. децембра до 15. јануара.

## Легенда о Зимзограду
Некада давно иза једне горе, три мора и пет планина живјео је Зимзолин. Мали човјек великог срца који се по угледу на Самсона није шишао. Био је познат по својој раздраганости, тражењу забаве али и по чињењу добрих дијела. Заспао је Зимзолин једне звјездане ноћи и уснио необичан сан - добра вила дала му је задатак који је гласио овако: Изградићеш град који ће бити пун радости и мира, који ће чинити да се људи осјећају опуштено као у бањи а који ће им пружити мир попут сигурне луке.
Пробуди се Зимзолин сав у зноју али срећан јер је добио мисију која ће заувијек промјенити његов живот. Ходао је данима и ноћима како би нашао односно мјесто. Почетком децембра Зимзолин поред ријеке пронађе град који је и бања и лука, у којем живе људи широког осмјеха и великог срца и ту изгради онолико кућица колико је браће и сестара имао. Грађани су у његову част граду дали име Зимзоград, договоривши се да ће убудуће од сваког 15. децембра па у наредних мјесец дана - славити, веселити се и његовати празничне вриједности, мислећи на Зимзолина јер он је то баш тако и замислио.

## Град у Граду
На самом улазу у Зимзоград налази се путоказ. Зимзоград чине дрвене кућице којих има укупно 24. Кућице су замишљене као промотивни штандови на којима привредни субјекти, највећи спортски субјекти, и туристичка организација - промовишу робне и спортске брендове Републике Српске и нуде сувенире. У понуди за посјетиоце су и: слаткиши, производи од меда, месни производи, уштипци, новогодишњи накит, кувано вино, пиво, ракија, сувенири за туристе ... РК Борац Бања Лука и ФК Борац Бања Лука имају у оквиру својих кућица у понуди клупске сувенире, као највећи спортски брендови Српске. У Зимзограду постоји и луна парк за најмлађе посјетиоце. У „Дјечијој кући“ клинци имају прилику фотографисати се са Дједа Мразом и његовим помоћницима и добите пакетиће у посебно дизајнираним врећицама са озанком Зимзограда. У централном дијелу овог зимског града постављена је посебно украшена новогодишња јелка висока неколико метара. У „Веселој кући“ одржавају се журке (свирке и концерти) током свих 30 дана. А „главну улицу“ Зимзограда украшава 10.000 новогодишњих сијалица.

## Галерија
- Кућице у Зимзограду
- Забавни парк у Зимзограду
- Кућица